# 王國之心 χ
《王國之心 χ》是由史克威爾艾尼克斯及華特迪士尼互動工作室共同開發的角色扮演遊戲，王國之心系列作品之一，平台是網頁瀏覽器， 並在2013年7月18日於日本推出，其在雅虎遊戲、Hangame、GESOTEN及mixi內運營，是系列內第一款基本免費及道具收費制的社交網絡遊戲，及後於2016年9月1日關服。
此項目後來作為基礎衍生出Android和iOS平台的《王國之心 Unchained χ》，並在2015年9月3日於日本開始運營，在2016年4月7日於美國開始運營，在2016年6月16日於PAL區開始運營。及後於2017年3月23日更新並更名為《王國之心 Union χ》，在2018年1月25日於港澳台開始運營。港澳台繁體中文版已於2019年4月15日結束運營。及後於2020年6月22日，《王國之心 黑暗之路》推出並合併進《王國之心 Union χ》，遊戲更名為《王國之心 Union χ 黑暗之路》。
而在《王國之心 HD II.8 Final Chapter Prologue》中，則以《王國之心 χ》作背景，制作出全新劇情高清影片作品的《王國之心 χ Back Cover》。

## 遊戲劇情
故事講述相距《王國之心 夢中降生》約100年以上的傳說時代，以「鑰刃戰爭」為主題的故事，玩家將以一名鑰刃使用者的身份選擇加入五個不同的陣營，打敗不同世界的無心，守護光明，最終迎來鑰刃戰爭的結局。

### 陣營
獨角獸（Unicornus）
伊拉所帶領的鑰刃陣營。
銀蛇（Anguis）
因維所帶領的鑰刃陣營。
棕熊（Ursus）
阿塞特所帶領的鑰刃陣營。
黃狐（Vulpeus）
艾娃所帶領的鑰刃陣營。
金豹（Leopardus）
古拉所帶領的鑰刃陣營。

## 人物
玩家（Player）
玩家在遊戲中創建的人物，擁有著鑰刃的使用者，在各個世界穿梭，打敗無心者，守護光明。

奇利喜（チリシィ，Chirithy，聲：金田朋子）
玩家在遊戲中的嚮導，有著蘇格蘭摺耳貓外形的使魔。

### 大導師及其弟子
大導師（マスター・オブ・マスター，Master of Masters，聲：杉田智和）
預言者們的師傅，將預言書交給了他們。言行舉止著實古怪，誰都不清楚他究竟在思考些什麼。
伊拉（イラ，Ira，聲：梅原裕一郎）
大導師的弟子，獨角獸·陣營的領袖。
堅實地推進事務的類型，有時太過一本正經而不懂得理解氛圍。
因維（インヴィ，Invi，聲：花澤香菜）
大導師的弟子，銀蛇·陣營的領袖。
心氣很高的人士，深受大導師的信賴。
阿塞特（アセッド，Aced，聲：木村昂）
大導師的弟子，棕熊·陣營的領袖。
對力量很執著，為了貫徹自己的正義，也有過暴走的時候。
艾娃（アヴァ，Ava，聲：宮本侑芽）
大導師的弟子，黃狐·陣營的領袖。
與一般的鑰刃使用者的年齡相仿，可以像朋友一樣相處。
古拉（グウラ，Gula，聲：石川界人）
大導師的弟子，金豹·陣營的領袖。
個人主義比較強，缺少一定的伙伴意識，時不時會見到他冷澈的一面。
路修（ルシュ，Luxu，聲：津田健次郎）
大導師的弟子，唯一一個沒能獲得預言書和組成陣營的弟子。

### 蒲公英
作為繼承陣營的意志的團體，在鑰刃大戰後開始行動。
艾菲莫（エフェメラ，Ephemer，聲：上村祐翔）
玩家在黎明鎮的朋友，同樣是鑰刃使用者，後在Union X中成為領袖的繼承者。
詩蔻蒂（スクルド，Skuld）
為了尋找艾菲莫而到來玩家的身邊，後成為朋友，並在Union X中成為領袖的繼承者。
菲恩圖斯（ヴェントゥス，Ventus）
Union X開始登場的人物，作為領袖的繼承者，
和《王國之心 夢中降生》的菲恩圖斯似乎有些關係。
布萊克（Brain）
Union X開始登場的人物，作為領袖的繼承者。
拉利亞姆(Rariamu,ラーリアム )
Union X開始登場的人物，作為領袖的繼承者。
斯翠蕾西婭（Strelitzia）
Union Cross開始登場的人物。
艾爾雷娜(Elrena,エルレナ)
西格魯德(Sigurd,シグルド)

### 敵人
黑暗(Darkness)

### 黑暗之路
Xehanort
Eraqus
Hermod
Bragi
Urd
Vor
Baldr
Master Odin

## 戰鬥和遊戲系統
卡片/獎牌
在遊戲中，玩家將卡片/獎牌裝備了後，可以透過鑰刃發揮其能力。
LUX
玩家打敗無心者後收集的素材，是決定個人及陣營排名的素材。
罪
可以增加獎牌攻擊力的素材。

## 登場世界
黎明鎮（Daybreak Town）（原創）

矮人樹林（Dwarf Woodlands）（作品:白雪公主）

奇幻仙境（Wonderland）（作品：愛麗絲夢遊仙境）

阿格拉巴（Agrabah）（作品:阿拉丁）

奧林帕斯競技場（Olympus Coliseum）（作品:大力士）

夢想城（Castle of Dreams）（作品：仙履奇緣）

魔法領地（Enchanted Dominion）（作品：睡美人）

## χ Back Cover
作品收錄於《王國之心 HD II.8 Final Chapter Prologue》，以網頁遊戲的《王國之心 χ》為基礎的全新的HD影片，追溯王國之心系列起源，描述預知者的神秘故事，以預知者的角度講述《王國之心 χ》的故事。

## 外部連結
- 《王國之心 Union χ》日文官方主页 （页面存档备份，存于） （日語）